# Дрогомир (герб)

Герб Дрогомир (пол. Drogomir) — польский дворянский герб. Некоторые из родов, принадлежащих к этому гербу, включены в Общий гербовник дворянских родов Российской империи.

## Описание герба
В красном поле три ноги в броне и со шпорами. Они соединены бёдрами и расходятся ступнями в виде треугольника. Эмблему эту относят к XI веку и объясняют именем витязя Дрогомира, которому такой герб пожалован Болеславом Кривоустым. Ср. герб Куликовских (X, 112).

## Герб используют
Дрогомиры (Drogomir), Дрогомерж (Drogomierz), Довбор (Dowbor), Фаренгольц (Farenholc, Farenholtz), Горсицкие (Gorsicki), Кикули (Kikul), Куликовские (Кулиговские, Kulikowski), Лятославские (Latoslawski), Нестен (Niesten), Нитен (Нихтен, Nieten, Nichten, von Nichte, de Nichilo), Потрыковские (Potrykowski), Рамотовские (Роматовские, Роиентовские, Ramotowski, Romatowski, Rometowski), Роуба (Rouba), Садовские (Sadowski), Ушаки (Uszak), Векер (Wekier). 